# Lee Morgan
Lee Morgan (Philadelphia, 1938. július 10. – New York, 1972. február 19.) amerikai trombitás, zeneszerző.
Lee Morgannél csak két híresebb trombitás volt: Dizzy Gillespie és Miles Davis – írta egy rajongó.

## Pályakép
Zenésztársai voltak: Art Blakey, John Coltrane, Curtis Fuller, Dizzy Gillespie, Joe Henderson, Andrew Hill, Charles Earland, Art Farmer, Johnny Griffin, Jackie McLean, Hank Mobley, Wayne Shorter, Jimmy Smith, Larry Young, Wynton Kelly, Grachan Moncur III, Clifford Jordan, Benny Golson.
1972. február 19-én meggyilkolták a Slugs 'Saloonban – egy dzsesszklubban – a New York-i East Village-ben, ahol  fellépése volt. Egy vita után Morgant a felesége, Helen Moore lelőtte. Mire a heves havazásban a mentők odaértek, elvérzett. Helen Morgant egy időre lecsukták. 1996-ban végzett vele egy szívroham.

## Lemezek
- Lee Morgan Indeed!     1956
- Introducing Lee Morgan 1956
- Lee Morgan Sextet      1957
- Dizzy Atmosphere       1957
- Lee Morgan Vol. 3      1957
- City Lights            1957
- The Cooker             1957
- Candy                  1958
- Here's Lee Morgan      1960
- The Young Lions        1960
- Expoobident            1960
- Lee-Way                1960
- Take Twelve            1962
- The Sidewinder         1964
- Search for the New Land 1966
- Tom Cat                1964
- The Rumproller         1965
- The Gigolo             1968
- Cornbread              1965
- Infinity               1965
- Delightfulee           1966
- Charisma               1966
- The Rajah              1966
- Standards              1967
- Sonic Boom             1967
- The Procrastinator     1978
- The Sixth Sense        1967
- Taru                   1968
- Caramba!               1968
- Live at the Lighthouse 1970
- The Last Session       1971